# روجير مولهوك
روجير مولهوك (بالهولندية: Rogier Molhoek)‏ (22 يوليو 1981 بآود- بايرلاند في هولندا - ) هو لاعب كرة قدم هولندي في مركز الوسط. لعب مع آر كي سي فالفيك وإي زد ألكمار وفي في في فينلو وفيتيسه آرنهم ونادي دوردريخت وناك بريدا.

## روابط خارجية
- روجير مولهوك على موقع قاعدة بيانات كرة القدم.إي يو (الإنجليزية)
- روجير مولهوك على موقع Soccerbase.com (لاعب) (الإنجليزية)
- روجير مولهوك على موقع عالم كرة القدم.نت (الإنجليزية)